# 장곡면
장곡면(長谷面)은 대한민국 충청남도 홍성군에 속한 면 중의 하나이다.

## 개요
장곡면은 충청남도 서북부 최대 명산인 오서산을 중심으로 동남쪽으로는 보령시와 경계를 이루고 있으며, 동으로는 청양군, 서로는 광천읍, 북으로는 홍동면, 예산군 광시면과 경계를 이루고 있다. 장곡면 지정리 양잠농가에서는 누에환, 누에가루, 동충하초, 오디주 등 양잠산물을 생산하고 있으며, 기능성 식품 확대를 위해 《잠사곤충연구소》와 《혜전대학 식품산업연구소》의 기술교육 및 협력체계를 유지해 나가고 있다. 또한 친환경 오리농법 쌀재배와 오서산 마을의 친환경 채소를 재배를 하고 있다.

## 법정리
- 가송리
- 광성리
- 대현리
- 도산리
- 산성리
- 상송리
- 신동리
- 신풍리
- 오성리
- 옥계리
- 월계리
- 죽전리
- 지정리
- 천태리
- 행정리
- 화계리

## 교육
- 장곡초등학교 (도산리)
  - 반계분교 (폐교) - 장곡면 무한로 1115 (천태리)
  - 오서분교 (폐교) - 장곡면 장곡길434번길 19 (광성리)